# Gonzalo Martínez Corbalá
Gonzalo Toribio Martínez Corbalá (San Luis Potosí, San Luis Potosí; 10 de marzo de 1928-Ciudad de México, 15 de octubre de 2017) fue un ingeniero civil y político mexicano, miembro del Partido Revolucionario Institucional. Fue gobernador de San Luis Potosí de 1991 a 1992.

## Biografía
Fue ingeniero civil egresado de la Universidad Nacional Autónoma de México. Se dedicó mayormente a la política. Fue maestro de diversos personajes, entre ellos el expresidente de la República Carlos Salinas de Gortari. A su vez, Martínez Corbalá se inició en la política bajo la tutela de Lázaro Cárdenas.
Como diplomático desempeñó el cargo de embajador en Cuba, que le permitió establecer lazos de amistad con Fidel Castro, y en Chile, donde siendo embajador le tocó vivir el golpe de Estado contra Salvador Allende a manos de la junta militar comandada por Augusto Pinochet en 1973. En ese periodo, con autorización del presidente Luis Echeverría Álvarez, dio asilo a ciudadanos chilenos, entre ellos al poeta Pablo Neruda, quien se negó a dejar su patria pese a la insistencia del Gobierno mexicano de salvaguardar su integridad, una vez consumado el golpe. En 1992 fue condecorado con la Orden al Mérito de Chile que otorga el Gobierno chileno, por la solidaridad demostrada con ese pueblo en circunstancias políticas tan difíciles para esa nación.

## Trayectoria
- Embajador en la República de Cuba.
- Embajador en la República de Chile.
- Embajador en Misión Especial en Colombia, Perú, Argentina, Brasil, Venezuela, Argelia, Egipto, Arabia, Tanzania, Kenia y Líbano.
- Senador de la República por San Luis Potosí de 1982 a 1988.
- Diputado federal a la XLVI Legislatura de 1964 a 1967.
- Presidente del PRI en el Distrito Federal.
- Subsecretario de Bienes Inmuebles y Urbanismo de la Secretaría del Patrimonio Nacional de 1965 a 1970.
- Director general del Combinado Industrial de Ciudad Sahagún de 1975 a 1976.
- Subsecretario de Ordenamiento del Territorio Nacional de la Secretaría de Asentamientos Humanos y Obras Públicas de 1976 a 1977.
- Director general del Instituto del Fondo Nacional de la Vivienda para los Trabajadores.
- Gobernador interino de San Luis Potosí de 1991 a 1992.
- Director general del Instituto de Seguridad y Servicios Sociales de los Trabajadores del Estado.
- Presidente del Consejo Mundial por la Paz.

### Gobernador de San Luis Potosí
Gonzalo Martínez Corbalá fue señalado en varias ocasiones como posible candidato del PRI a la gubernatura de San Luis Potosí; como en 1985 cuando fue postulado Florencio Salazar Martínez e incluso en el propio 1991 cuando la candidatura correspondió a Fausto Zapata Loredo; sin embargo su postulación siempre encontró la oposición de sectores de la población potosina que lo criticaban por su ideología izquierdista.
Al ser postulado candidato del PRI a la presidencia Carlos Salinas de Gortari —que había sido su ayudante en la década de 1960— se auguró la posibilidad de que Martínez Corbalá recibiría cargos importantes y hasta su inclusión en el gabinete presidencial, sin embargo, fue postulado candidato del PRI a diputado federal por el Distrito 6 de San Luis Potosí, resultando electo para la LIV Legislatura de 1988 a 1991.
Siendo diputado federal, fue designado presidente de la Cámara de Diputados para el mes de noviembre de 1990, correspondiéndole por tanto recibir y dar respuesta al segundo informe de gobierno del presidente Carlos Salinas de Gortari. Tras este cargo, solicitó y obtuvo licencia a finales de diciembre de ese mismo año, considerándose que era la preparación para su postulación para Gobernador de San Luis Potosí en las elecciones del siguiente año; pero para sorpresa de la opinión pública, el 3 de enero de 1991 junto con varios nombramientos en el gobierno fue anunciada su designación como director general del Instituto del Fondo Nacional de la Vivienda para los Trabajadores (INFONAVIT), quedando fuera de la competencia por la candidatura a la gubernatura potosina.
Unos días después, en el mismo mes de enero de 1991 y mediante el envío de un fax, anunció la postulación como candidato de unidad del PRI a gobernador de San Luis Potosí de Fausto Zapata.
Las elecciones de ese año en San Luis Potosí enfrentaron a Zapata con el líder cívico Salvador Nava Martínez, postulado por la coalicíon denominada Frente Cívico Potosino, integrado por el PAN, el PRD y el PDM (además de los candidatos del PPS y el PARM). Acusado de un gran dispendio económico, Fausto Zapata fue declarado ganador de las elecciones, hecho no reconocido por Nava, que anunció el inicio de una resistencia civil que impidió a Fausto Zapata el ingreso al Palacio de Gobierno tras su toma de posesión el 27 de septiembre de ese año y que culminaría con su solicitud de licencia para separarse de la gubernatura el 9 de octubre siguiente.
Ante ello, ese mismo día el Congreso de San Luis Potosí nombró a Martínez Corbalá como gobernador del estado por un periodo de 18 meses, en los cuales debería de llamar a nuevas elecciones que fueron fijadas para mayo de 1993. Esta solución política fue aceptada preliminarmente por Salvador Nava y la mayoría de sus partidarios, lo que le permitió a Martínez Corbalá consolidar su gobierno; aunado al fallecimiento del doctor Nava, el 18 de mayo de 1992.
Esto dio un vuelco cuando un año después de haber asumido la gubernatura de forma interina, el 9 de octubre de 1992, el PRI lo destapó como candidato a gobernador constitucional en las siguientes elecciones, pidiendo y obteniendo licencia a la gubernatura el mismo día, siendo nombrado nuevo gobernador el hasta entonces líder del Congreso local, Teófilo Torres Corzo. La oposición inmediatamente denunció el hecho como una vulneración del principio constitucional de la No reelección y formó una organización denominada "Frente Antirreeleccionista Nacional" que aprovechó para denunciar que la postulación en San Luis Potosí era un medio para sondear a la opinión pública para una posible reelección presidencial.
Martínez Corbalá aceptó la postulación del PRI, anunciando que la constitución de San Luis Potosí permitía su candidatura y que esta no vulneraba la legalidad vigente. Sin embargo el movimiento opositor inició una serie de plantones y protestas contra el gobernador Torres Corzo, a quien no reconocía, y pidiendo la vuelta a la gubernatura de Martínez Corbalá, al considerar que el motivo para que se le concediera licencia no tenía el carácter grave exigido por la Constitución.
Finalmente y ante la oposición nacional que había despertado, Gonzalo Martínez Corbalá anunció públicamente que renunciaba a su postulación el 17 de octubre de 1992, 24 horas antes de que le fuera tomada la protesta formal como candidato del PRI a la gubernatura. No retornó a la gubertura, y se retiró momentáneamente de la actividad política, hasta que el 4 de enero de 1993 fue nombrado titular del Instituto de Seguridad y Servicios Sociales de los Trabajadores del Estado (ISSSTE).

## Fallecimiento
Murió el 15 de octubre de 2017 en la Ciudad de México a los 89 años de edad.

## Reconocimientos
- Premio Benito Juárez otorgado por la Universidad Obrera Lombardo Toledano.
- Orden de la Solidaridad. Cuba.
- Caballero Gran Cruz de la Real Orden de Isabel la Católica.
- Gran cruz de la Orden al Mérito de Chile.